# 대전광역시의 코로나19 범유행
다음은 대전광역시에서의 코로나19 범유행에 대한 설명이다.

## 경과
대전광역시에서 첫 확진자가 발생하였다. 20대 확진자로 대구광역시에서 방문하였다.
2020년 5월 초, 첫 사망자가 발생하였다. 서구 거주자로 충남대학교병원에서 52일 만에 사망하였다.
2020년 7월~2023년 5월간 사망자가 961명이 되었다. 동구, 유성구, 중구, 대덕구에서 처음으로 코로나 첫 사망하였다. 대전보훈병원, 을지대학교병원 외 6개소 치료중 사망하였다.
2021년 12월 11일, 대전광역시 누적 확진자가 1만명을 돌파하였다.
2022년 2월 5일, 대전광역시 누적 확진자가 2만명을 돌파하였다.
2022년 2월 13일, 대전광역시 누적 확진자가 3만명을 돌파하였다.
2022년 2월 18일, 대전광역시 누적 확진자가 4만명을 돌파하였다.
2022년 2월 21일, 대전광역시 누적 확진자가 5만명을 돌파하였다.
2022년 2월 24일, 대전광역시 누적 확진자가 6만명을 돌파하였다.
2022년 2월 26일, 대전광역시 누적 확진자가 7만명을 돌파하였다.
2022년 3월 1일, 대전광역시 누적 확진자가 8만명을 돌파하였다.
2022년 3월 3일, 대전광역시 누적 확진자가 9만명을 돌파하였다.
2022년 3월 5일, 대전광역시 누적 확진자가 10만명을 돌파하였다.
2022년 3월 12일, 대전광역시 누적 확진자가 15만명을 돌파하였다.
2022년 3월 18일, 대전광역시 누적 확진자가 20만명을 돌파하였다.
2022년 3월 22일, 대전광역시 누적 확진자가 25만명을 돌파하였다.
2022년 3월 27일, 대전광역시 누적 확진자가 30만명을 돌파하였다.
2022년 4월 8일, 대전광역시 누적 확진자가 40만명을 돌파하였다.
2022년 5월 17일, 대전광역시 누적 확진자가 50만명을 돌파하였다.
2022년 8월 13일, 대전광역시 누적 확진자가 60만명을 돌파하였다.
2022년 9월 14일, 대전광역시 누적 확진자가 70만명을 돌파하였다.
2022년 12월 6일, 대전광역시 누적 확진자가 80만명을 돌파하였다.
2023년 4월 3일, 대전광역시 누적 확진자가 90만명을 돌파하였다.